# Corral de cuernos
Corral de cuernos es el tercer  disco de Javier Krahe, editado originalmente en 1985. Todos los temas están compuestos por Javier Krahe, menos ...Y todo es vanidad (por Javier Krahe y Joaquín Sabina), El hombre y el oso y el madroño, y De niña a lavabo (ambos por Javier Krahe y Antonio Sánchez).

## Listado de temas
1. Nembutal - 4:41
2. ...Y todo es vanidad - 4:00
3. El paraíso perdido - 4:55
4. Buen caballero - 4:14
5. El hombre y el oso y el madroño - 3:16
6. Encefalogramas - 4:45
7. Vd. me comprenda - 4:00
8. Dama de corazones - 5:10
9. Vaya por delante - 3:05
10. De niña a lavabo - 3:22